# Deslizamiento (máquinas eléctricas)
El deslizamiento en una máquina eléctrica es la diferencia relativa entre la velocidad del campo magnético (velocidad de sincronismo) y la velocidad del rotor.
Las siguientes expresiones son equivalentes para hallar el deslizamiento:
Donde:
s: Velocidad de deslizamiento (expresada con base por unidad o en porcentaje).
{\displaystyle \omega _{s}}: Velocidad angular de sincronismo en radianes por segundo.
{\displaystyle \omega _{m}}: Velocidad angular del rotor en radianes por segundo.
{\displaystyle n_{s}}: Velocidad angular de sincronismo en revoluciones por minuto.
{\displaystyle n_{m}}: Velocidad angular del rotor en revoluciones por minuto.

El deslizamiento es especialmente útil cuando analizamos el funcionamiento del Motor asíncrono ya que estas velocidades son distintas. El voltaje inducido en el bobinado rotórico de un motor de inducción depende de la velocidad relativa del rotor con relación a los campos magnéticos.

Es posible expresar la velocidad mecánica del eje del rotor, en términos de la velocidad de sincronismo (velocidad del campo magnético) y de deslizamiento.
{\displaystyle n_{m}=n_{e}(1-s)}

## Consideraciones
- En el Motor asíncrono {\displaystyle 0<s<1} ({\displaystyle -1<s<0} funcionando como generador) (Depende la aplicación, alrededor de 5%) [2]
- En el Motor síncrono {\displaystyle s=0}